# Мартин IV
Мартин IV (лат. Martinus, народжений як Сімон де Бріон фр. Simon de Brion; ? — 28 березня 1285, Перуджа) — сто вісімдесят восьмий папа Римський, понтифікат якого тривав з 22 лютого 1281 року по 28 березня 1285 року.

## Життєпис
Сімон де Бріон народився у провінції Турень, Франція. Навчався у Сорбонні, потім вивчав право в Падуї та Болоньї.
У 1248–1259 роках служив священником і архидияконом у Руані, після чого став радником французького короля Людовика IX Святого. У грудні 1261 року папа Урбан IV призначив його кардиналом. У 1264–1269 і 1274–1279 роках виконував обов'язки папського легата у Франції.
1280 року, через 6 місяців після смерті папи Миколая III, Карл I Анжуйський втрутився у роботу конклаву, який засідав у Вітербо і ув'язнив 2 впливових італійських кардиналів, які ніби-то перешкоджали обранню нового папи. Усунувши за допомогою Карла Анжуйського опозицію, Сімон де Бріон був обраний папою.
Залежний від Карла Анжуйського Мартин IV швидко надав йому титул Римського сенатора. Папа відлучив від церкви Візантійського імператора Михаїла VIII Палеолога, який перешкоджав планам Карла відновити Латинську імперію.
У 1282 році Карла було зміщено, внаслідок чого Мартин IV втратив вплив і помер у Перуджі.